# 高和妃
高和妃（？—1555年），名失考，大名府清豐縣人。錦衣衛副千戶高廷璋之女，明朝明世宗朱厚熜之妃。

## 生平
高氏的出生及入宮時間均不詳。《大名府志》稱和妃高氏是清豐縣高廷璋之女，在嘉靖初年被選入宮。嘉靖三十四年（1555年）六月二十七日，「未封妃高氏」薨逝，賜號曰和，喪儀依照睦妃何氏之例辦理。九月十五日，授故和妃父高廷璋為錦衣衛副千戶，給房價銀一千二百兩。同年九月二十五日，未封妃耿氏薨逝，賜號曰平，喪儀依照和妃之例辦理。根據《太常續考》的記載，高和妃與包宜妃、陳靜妃、何睦妃、王麗妃、褚晏妃、張常妃、王莊妃、彭安妃於金山合葬同一墓，葬地位於西山紅石口。